# Operatie Eenhoorn
Operatie Eenhoorn (Engels: Operation Unicorn) was het draaiboek van de Britse regering voor een mogelijk overlijden van koningin Elizabeth II in Schotland, waar ze jaarlijks drie maanden verbleef. Op 8 september 2022 trad dit plan in werking, toen de koningin overleed in haar Schotse zomerresidentie Balmoral Castle. Het plan was een onderdeel van Operation London Bridge die het overkoepelende scenario rond het overlijden en de uitvaart bevatte.
De eenhoorn is het nationale symbool van Schotland en de naam werd voor het eerst vermeld in 2017 door het Schotse parlement. Details werden in 2019 openbaar gemaakt door de Schotse krant The Herald. Alle herdenkingsactiviteiten in Schotland waren onderdeel van Operatie Eenhoorn, die zou eindigen zodra het stoffelijk overschot van de vorstin het Schotse grondgebied verlaten had.

## Uitvoering
Op donderdagavond 8 september 2022 om 18.30 uur (Britse Zomertijd) kwam het officiële bericht van het Britse koningshuis naar buiten dat koningin Elizabeth II op 96-jarige leeftijd was overleden in Balmoral. Met het in werking treden van Operatie Eenhoorn werden de Schotse parlementaire werkzaamheden onmiddellijk opgeschort gedurende minstens zes parlementsdagen, om de autoriteiten in staat te stellen de begrafenis voor te bereiden. Aan het Schotse parlement werd het condoleanceregister voor het grote publiek toegankelijk gemaakt.

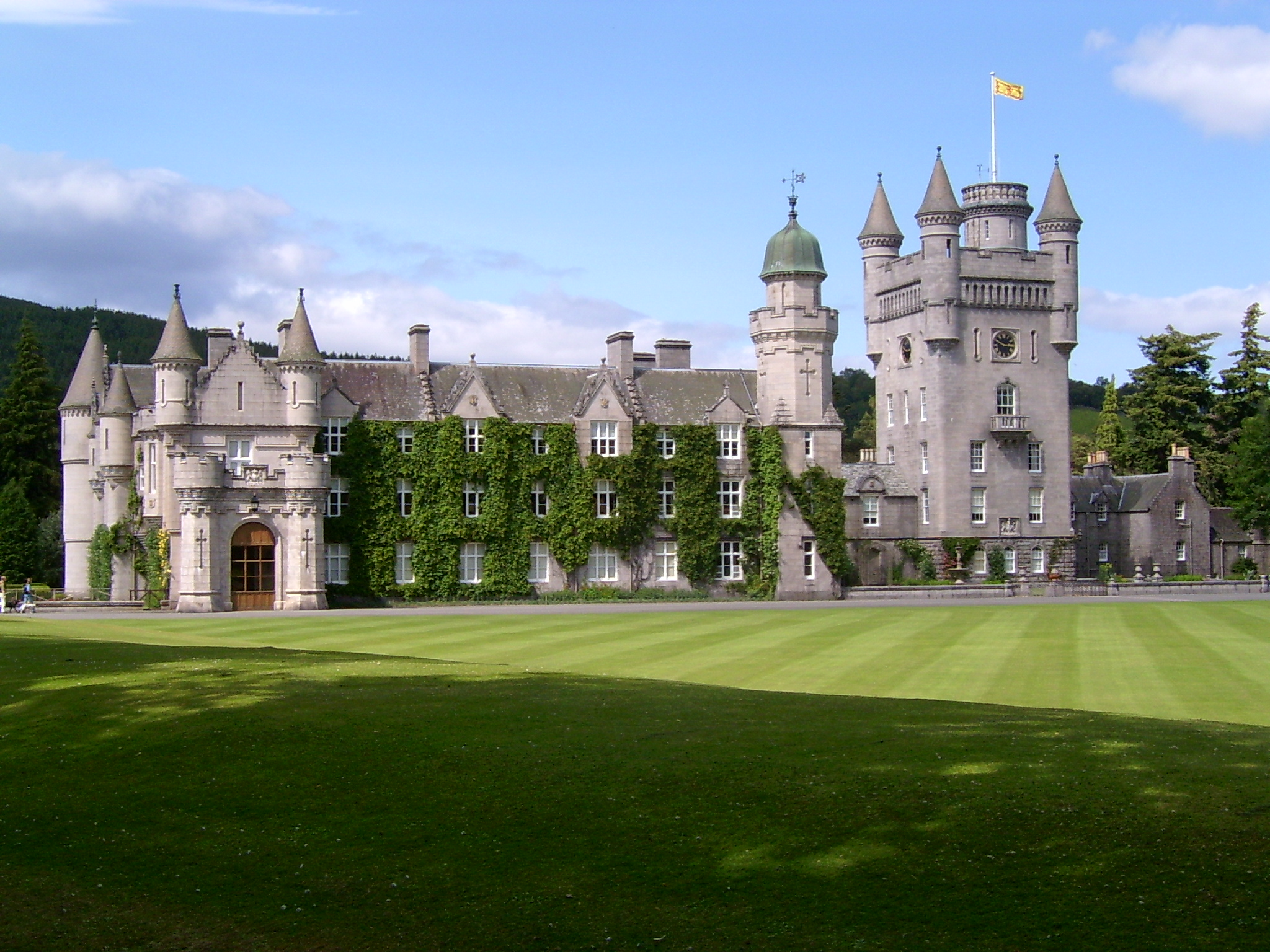
Balmoral Castle in 2004

De kist van de vorstin werd in de balzaal van Balmoral Castle geplaatst. Lakeien en getrouwen kregen de mogelijkheid afscheid te nemen van hun koningin voordat ze werd overgebracht naar Holyroodhouse in Edinburgh, de officiële residentie van de Britse monarch in Schotland.
Op zaterdagmiddag 10 september hielden leden van de Britse koninklijke familie een privé-dienst voor de overleden koningin in Crathie Kirk, een kleine kerk nabij Balmoral.
Op 11 september om 11.00 uur werd Elizabeths kist door zes jachtopzieners in een lijkwagen geplaatst. Op de kist lag de Schotse koninklijke standaard gedrapeerd met een krans erbovenop van bloemen uit de tuinen van haar zomerresidentie, onder meer dahlia's en pronkerwt. Elizabeths dochter prinses Anne en haar man Timothy Laurence namen deel aan de rouwstoet van in totaal zeven auto's. De meer dan zes uur durende reis van 280 kilometer passeerde onder meer de steden Aberdeen, Dundee en Perth richting de Schotse hoofdstad Edinburgh. Langs de kant van de reisroute stonden honderdduizenden mensen om haar een laatste groet te brengen. De kist was te zien door de ramen van de rouwauto. De vorstin werd opgebaard in de troonkamer van Holyroodhouse waar medewerkers van de koninklijke residentie de gelegenheid kregen van haar afscheid te nemen.
Op 12 september om 15.30 uur begeleidden de vier kinderen van wijlen koningin Elizabeth, koning Charles III, prinses Anne en de prinsen Andrew en Edward, te voet haar kist in een processie over de Royal Mile naar St Giles-kathedraal in Edinburgh. Naast de lijkwagen liepen leden van de militaire eenheid The King's Body Guard for Scotland. Koningin-gemalin Camilla Parker Bowles en Edwards echtgenote Sophie Rhys-Jones zaten samen in een auto achteraan in de stoet.
In de kathedraal werd om 16.15 uur een herdenkings- en dankdienst gehouden met in aanwezigheid onder anderen familie, vrienden en vertegenwoordigers van goede doelen en door de koningin gesteunde organisaties.Tijdens de dienst werd de Kroon van Schotland uit 1540 op de kist geplaatst. Muziek werd gespeeld van onder meer de Schotse componist Sir James MacMillan en er werd een psalm gezongen die ook tijdens het huwelijk van Elizabeth en prins Philip in 1947 werd gezongen.
Na 17.00 uur mocht het grote publiek langs de kist lopen om afscheid te nemen. Een dag eerder stonden er al belangstellenden aan de kathedraal. Het duurde uren voordat men aan de beurt was. Vele wachtenden moesten de nacht doorbrengen in het lokale park. Gewaarschuwd door de politie hadden ze zich voorzien van eten en warme kleding. De lokale autoriteiten hadden voor mobiele toiletten gezorgd.
's Avonds om 20.30 uur hielden Elizabeths vier kinderen de traditionele wake Vigil of the Princes bij de kist van hun moeder. Zij hadden zich in de 10 à 15 minuten durende wake gepositioneerd bij steeds één hoek van de kist.
Operatie Eenhoorn bevatte het scenario om het stoffelijk overschot naar Engeland per trein te repatriëren. De kist zou naar station Waverley worden vervoerd en met de Royal Train naar Londen worden gebracht waar het werd opgewacht door het kabinet van ministers. Uiteindelijk bleek dit plan niet haalbaar te zijn en verkoos men de vliegtuigoptie die eigenlijk deel uitmaakte van Operatie Overstudy, het alternatieve plan voor als de koningin overzees was komen te overlijden. Op 13 september even na 17.30 uur steeg het militair Royal Air Force vrachtvliegtuig type C-17 Globemaster op vanuit Edinburgh, met ook prinses Anne en haar man aan boord, richting militaire luchthaven RAF Northolt in Engeland.